# Étoile variable de type BY Draconis

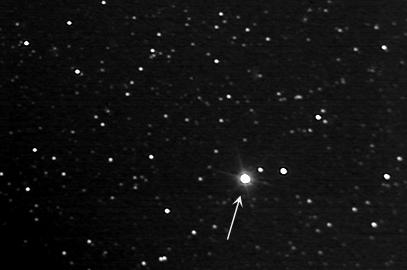
L'étoile de Barnard, une naine rouge variable de type BY Draconis.

Les (étoiles) variables de type BY Draconis sont des étoiles variables de la séquence principale de type spectral tardif, habituellement K ou M. Elles présentent des variations de leur luminosité dues à la rotation de l'étoile couplée avec des taches solaires et autres activités chromosphériques. Les fluctuations de luminosité sont généralement inférieures à 0,5 magnitude sur une échelle de temps équivalente à la période de rotation de l'étoile, allant typiquement d'une fraction de jour à plusieurs mois. Certaines de ces étoiles peuvent avoir des éruptions, produisant des variations supplémentaires de type UV Ceti.

## Référence
- Samus N.N., Durlevich O.V., et al. Combined General Catalog of Variable Stars (GCVS4.2, 2004 Ed.)